# Grayson (Kentucky)
Grayson é uma cidade localizada no estado americano de Kentucky, no Condado de Carter.

## Demografia
Segundo o censo americano de 2000, a sua população era de 3877 habitantes.
Em 2006, foi estimada uma população de 3981, um aumento de 104 (2.7%).

## Geografia
De acordo com o United States Census Bureau tem uma área de
6,5 km², dos quais 6,5 km² cobertos por terra e 0,0 km² cobertos por água. Grayson localiza-se a aproximadamente 193 m acima do nível do mar.

## Localidades na vizinhança
O diagrama seguinte representa as localidades num raio de 28 km ao redor de Grayson.